# Franska stunder
Franska stunder (franska: La Lectrice) är en fransk dramakomedi från 1988 i regi av Michel Deville.

## Utmärkelser
Filmen vann Louis Delluc-priset 1988.

## Roller (urval)
- Miou-Miou – Constance / Marie
- Régis Royer – Eric
- Patrick Chesnais – direktören
- María Casares – generalskan
- Pierre Dux – domaren
- Simon Eine – sjukhusprofessorn
- Jean-Luc Boutté – kommissarien
- Brigitte Catillon – Erics mor / Jocelyne
- Sylvie Laporte – Françoise
- Marianne Denicourt – Bella B.